# Kodeks 0127
Kodeks 0127 (Gregory-Aland no. 0127) ε 54 (Soden) – grecki kodeks uncjalny Nowego Testamentu na pergaminie, paleograficznie datowany na VIII wiek. Rękopis jest przechowywany jest we Francuskiej Bibliotece Narodowej (Copt. 129,10 fol. 207) w Paryżu.

## Opis
Do dziś zachowała się 1 karta kodeksu (26,5 na 21,2 cm) z tekstem Ewangelii Jana (2,2-11).
Tekst pisany jest dwoma kolumnami na stronę, w 22 linijkach w kolumnie, zaledwie 6-9 liter w linijce. Stosuje punktację, akcenty, dierezę na literami iota i ypsilon. Posiada litery na marginesie o nieznanym przeznaczeniu (Sekcje Ammoniusza?).

## Tekst
Tekst kodeksu reprezentuje mieszaną tradycję tekstualną. Kurt Aland zaklasyfikował go do kategorii III.

## Historia
Aland datował kodeks na VIII wiek. W ten sam sposób datuje go obecnie INTF.
Prawdopodobnie powstał w Egipcie. Znaleziony został w Białym Klasztorze.
Pierwszy opis rękopisu sporządził Émile Amélineau w 1895.
Pierwotnie oznaczany był przy pomocy siglum Tq. Gregory w 1908 roku dał mu siglum 0127.
Rękopis cytowany jest w krytycznych wydaniach greckiego Nowego Testamentu (NA26, NA27). W NA27 cytowany jest jako świadek pierwszego rzędu.